# Vogelzangbeek
Vogelzangbeek är ett vattendrag i Belgien.   Det ligger i provinsen Hainaut och regionen Vallonien, i den centrala delen av landet, 7 km sydväst om huvudstaden Bryssel.
Runt Vogelzangbeek är det i huvudsak tätbebyggt. Runt Vogelzangbeek är det tätbefolkat, med 819 invånare per kvadratkilometer.